# Flotilla Dorada
Flotilla Dorada es el término que se le da a un grupo de embarcaciones de vela que durante mucho tiempo ha practicado la denominada navegación en conserva en el archipiélago canario, en España.

## Características
La Flotilla Dorada está formada por un número variable de veleros de entre 28 y 36 pies de eslora. Comparten puerto base, destinos habituales y tripulaciones. Son una muestra de la práctica de la navegación a vela no competitiva o familiar. 
La constitución de flotillas facilita la práctica de este deporte al margen de la competición y los patrocinios. Se conocen flotillas similares que aprovechan las ventajas que da el grupo a la hora de adquirir suministros y contratar servicios. Por otra parte la navegación en conserva es más segura y placentera que las travesías en solitario.